# Costus maboumiensis
Costus maboumiensis är en enhjärtbladig växtart som beskrevs av François Pellegrin. Costus maboumiensis ingår i släktet Costus och familjen Costaceae.
Artens utbredningsområde är Gabon. Inga underarter finns listade.